# Jagoda Cvetičanin
Jagoda Cvetičanin (Jagoda Treneska-Cvetičanin), (Skoplje, 25. ožujka 1948.), diplomirana klaviristica, viši predavač klavira na Umjetničkoj akademiji u Osijeku. Osnovno i srednje glazbeno obrazovanje stekla je u Skoplju, gdje je i diplomirala 1972. na Fakultetu muzičkih umjetnosti, u klasi Vladimira Krpana, pijanista iz Zagreba.

## Nastava
Od 1972. radila je kao profesorica klavira u Glazbenoj školi u Skoplju, od 1978. na Fakultetu muzičkih umjetnosti također u Skoplju do 1989. kad prelazi u Osijek. Od 1990. godine predaje na Pedagoškom fakultetu u Osijeku, pa na Filozofskom fakultetu (u koji je 2003. godine prerastao Pedagoški fakultet), a od 2005. na Umjetničkoj akademiji u Osijeku.
Kao vanjska nastavnica osječke Glazbene škole (GŠ) Franje Kuhača pripremila je 3 maturanta (jedan javni maturski ispit 1999. i dva 2001. godine). Pripremila je i studente za produkcije (2003, 2004. i 2005).

## Umjetnička djelatnost
Od 1973. godine do danas nastupa kao klavirska suradnica mnogih umjetnika na međunarodnim festivalima: Ohridsko ljeto (1973, 1975, 1979, 1984, 1985, 1987, 1988), Splitsko ljeto (1986), Opatijska tribina (1983); na natjecanjima: Zagreb (1983, 1986, 1989), Moskva (1982); na susretima muzičkih akademija u svim centrima bivše Jugoslavije; na koncertima u Bratislavi, Zagrebu, Rijeci i Opatiji (1992, zaklada Stepinac); na koncertima za Muzičku omladinu Osijek (1993, 1994. i 1995) i za Glazbenu školu Franje Kuhača (memorijal Franje Krežme, koncert u Pforzheimu, na Brodskom ljetu) i dr.
Dobila je diplomu za najbolju klavirsku suradnju na konkursu pjevača Petar Iljič Čajkovski u Moskvi 1982. potpisanu od 22 člana žirija.

## Članstva
Članica žirija u Skoplju 1974. (za klavir), Dubrovniku 1987. (za komorne sastave), članica Hrvatskog društva glazbenih umjetnika, članica Udruženja klavirskih pedagoga Hrvatske (EPTA), Nezavisnog sindikata znanosti i visokog obrazovanja, predsjednica osječkog Makedonskog kulturnog društva (MKD) Braća Miladinovci te dopredsjednica Zajednice Makedonaca u Zagrebu.

## Ostalo
Tonski i video-zapisi u skopskom radijskom i TV-studiju, tonski zapisi na 2 LP-ploče. Glazbena kritika o koncertima: ....pouzdani suradnik..., ...predana i nadahnuta suradnja.... i dr.
Veoma je aktivna u MKD "Braća Miladinovci" kao predsjednica, višegodišnja voditeljica vokalne skupine Vardarke i organizatorica brojnih nastupa, priredaba i manifestacija na promociji makedonske kulture i na okupljanju nacionalnih manjina koje žive u Osijeku i okolini.
Supruga je operskog pjevača Slobodana Cvetičanina i mati mladog violinista Kirila Naumova i glazbene teoretičarke Denice Naumovoj.